# 博爾蓋塞家族
博爾蓋塞家族，是一個起源於錫耶納的義大利貴族世家，家族首領馬爾坎托尼奧（Marcantonio）於16世紀舉家遷至羅馬，在他的兒子卡米洛（Camillo）於1605年當選為教宗保祿五世後，家族的權勢以及財富開始快速提升。

## 家族起源
家族的創始人是十三世紀的羊毛商人蒙蒂恰諾的提埃佐（Tiezzo da Monticiano），他有兩個兒子：班齊維內（Bencivenne）和班尼卡薩（Benincasa），班齊維內和他的兒子博爾蓋塞（Borghese，博爾蓋塞家族的來源）的後裔是錫耶納的博爾蓋西家族（Borghesi），定居於佛羅倫斯的博爾蓋西家族（14－17世紀）及之後遷至羅馬的博爾蓋塞家族也是他們的後裔。根據許多學者（如樞機主教阿方索·卡佩切拉特羅）的研究，提埃佐的另一個兒子班尼卡薩是聖加大利納的祖先。
錫耶納博爾蓋塞家族重要成員：
- 阿戈斯提諾（Agostino，1390－1462）：錫耶納與佛羅倫斯的戰爭中重要的士兵，被庇護二世任命為王權伯爵也被神聖羅馬皇帝西吉斯蒙德任命為伯爵。
- 尼可洛（Niccolò，1432－1500）：哲學家及錫耶納共和國重要的政治家。
- 皮埃特羅（Pietro，1469－1527）：被利奧十世任命為羅馬元老，羅馬之劫中被殺。
- 馬爾坎托尼奧（Marcantonio，1504－1574）：為教廷服務的政治家及律師。

## 家族崛起

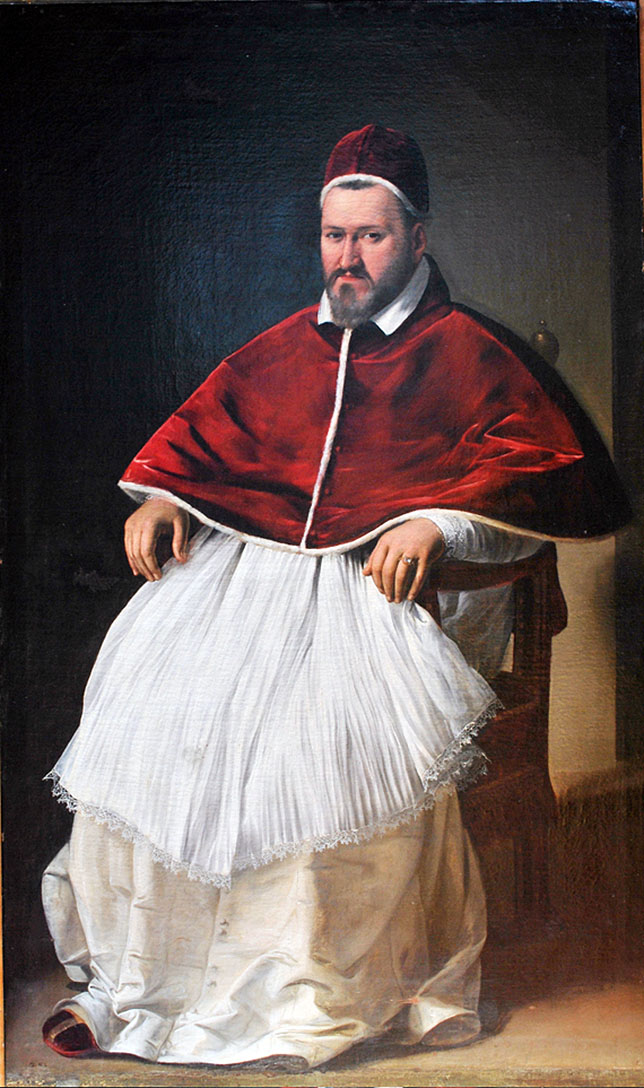
保祿五世畫像

錫耶納的博爾蓋塞家族首領馬爾坎托尼奧（Marcantonio）於1541年舉家遷至羅馬，家族很快地進入了羅馬的上層社會，而家族的權勢在馬爾坎托尼奧的兒子卡米洛（Camillo）於1605年當選為教宗保祿五世後達到巔峰。保祿五世是一個裙帶關係主義者，他任命他的弟弟弗朗切斯科（Francesco，1556－1620）為里尼亞諾公爵及教廷軍隊將軍，並任命他另一個弟弟吉安巴提斯塔（Giambattista，1554－1609）為博爾戈總督及聖天使堡城主。不只如此，他還將他妹妹歐爾坦西亞（Ortensia）的兒子，即他的外甥希皮歐內·卡法雷利（Scipione Caffarelli，1577－1633，即希皮歐內·博爾蓋塞）任命為樞機並將之收養，更於1607年11月17日賦予他維瓦羅親王的頭銜。博爾蓋塞家族成為了羅馬的大地主，藉由糧食及旅館經營權的壟斷，他們累積了大量的財富。

## 蘇爾莫納親王
保祿五世的姪子，馬爾坎托尼奧二世（Marcantonio II，1598－1658，保祿五世弟弟吉安巴提斯塔之子）透過保祿五世的影響力，於1610年被任命為蘇爾莫納親王。馬爾坎托尼奧二世於1619年娶了來自奧爾西尼家族的卡蜜拉（Camilla Orsini），使他成為了博爾蓋塞和奧爾西尼家族（其中一個分支）的繼承人。馬爾坎托尼奧二世的兒子保羅（Paolo，1622或24年－1646，比他父親馬爾坎托尼奧二世早死）娶了阿爾多布蘭迪尼家族的奧林皮婭·阿爾多布蘭迪尼女親王，她是阿爾多布蘭迪尼家族遺產的唯一繼承者，也因為這段婚姻，博爾蓋塞家族獲得了阿爾多布蘭迪尼家族大部分的遺產及羅薩諾親王的頭銜（這個權利經由一連串訴訟於1769年獲得認可），在保羅死後，頭銜傳給了他的兒子喬凡尼·巴緹斯塔（Giovanni Battista Borghese，1639－1717），接著傳給了喬凡尼的兒子馬爾坎托尼奧三世（Marcantonio III，1660－1729），馬爾坎托尼奧三世後來成為了那不勒斯總督。

## 與拿破崙的關係
蘇爾莫納及羅納諾親王馬爾坎托尼奧四世（Marcantonio IV，1730－1800）是羅馬共和國的參議員，他的兒子卡米洛·博爾蓋塞（Camillo Borghese，1775－1832）曾在拿破崙的軍隊中擔任將軍，並於1803年娶了他的妹妹寶琳·波拿巴，獲得了殿下（Altezza Imperiale）的稱號，1806年更獲封瓜斯塔拉公爵及親王的頭銜以及皮埃蒙特總督（1807－1814）。在拿破崙征服期間，卡米洛將大量博爾蓋塞家族收藏賣給羅浮宮，這之中包括許多珍貴的藝術品及大理石雕像，被譽為對義大利藝術品最嚴重的破壞行為之一。拿破崙垮台後，卡米洛與寶琳分開並在佛羅倫斯過著退休生活，之後便在那去世，膝下無子，頭銜及遺產傳給了他的弟弟弗朗切斯科（Francesco，1776－1839）。

## 家族近代史

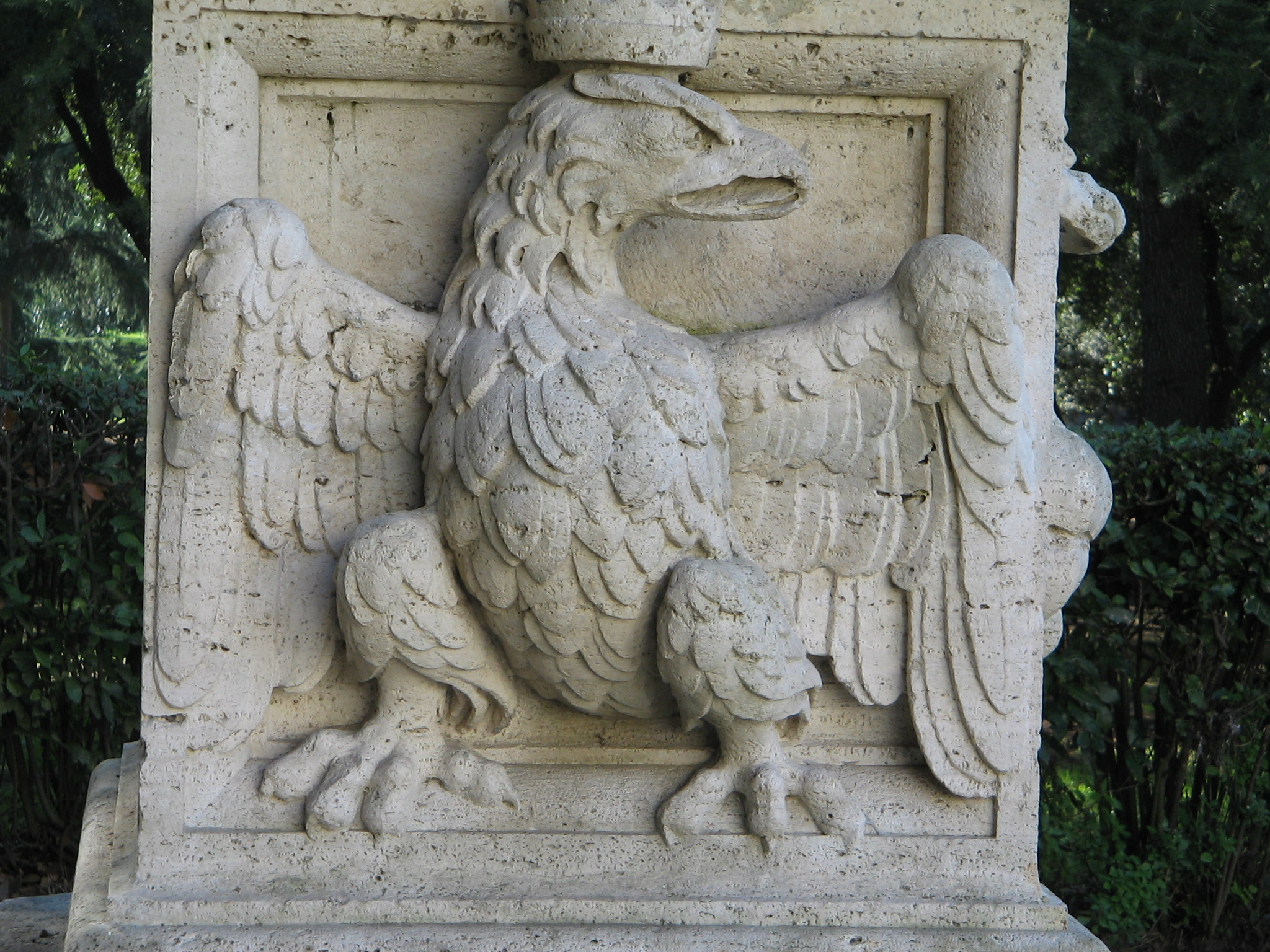
博爾蓋塞家族盾徽，攝於博爾蓋塞別墅

弗朗切斯科參與了拿破崙侵略歐洲的部分戰役，並於1804年4月11日娶了霍什富科公爵弗朗索瓦·亞歷山大·弗雷德里克·德·拉·霍什富科的長女阿德萊德·德·拉·霍什富科（Adelaide de la Rochefoucauld，1793－1877），他們的長女是瑪麗亞（Maria，1806－1835），長子是馬爾坎托尼奧五世·博爾蓋塞，繼承了大部分家族頭銜，次子卡米洛（Camillo，1816－1902）獲得了阿爾多布蘭迪尼親王頭銜，三子希皮歐內（Scipione，1832－1892）則獲得了薩爾維亞提公爵頭銜。
馬爾坎托尼奧五世將頭銜傳與他的兒子保羅（Paolo，1845－1920），保羅於1886年12月2日娶了納吉-阿波妮的阿波妮（Appony von Nagy-Appony，1848－1914），他們有四個兒子，長子希皮歐內·博爾蓋塞（第10代蘇爾莫納親王）繼承了親王頭銜。希皮歐內親王不僅是個激進的政治家，更曾於1907年參與並贏得北京到巴黎的比賽，整個過程被記者路易吉·巴爾基尼詳實的記錄下來。
家族在1885-1905年間因為嚴重的財務危機，被迫拍賣了許多家族資產，多虧了希皮歐內親王的妻子安娜·瑪麗亞·德·法拉利（Anna Maria De Ferrari）的遺產，大多數的建物都被贖回（但博爾蓋塞別墅並未被贖回）。
由於希皮歐內親王沒有男嗣，在他死後頭銜傳與他的弟弟利維奧·博爾蓋塞，利維奧是一個優秀的外交官，他也是著名海軍指揮官，金質勇氣勳章得主尤尼奧·瓦雷里奧·博爾蓋塞的父親。
目前家族首領是希皮歐內·博爾蓋塞親王閣下（Scipione Borghese，1972年11月19日－）。

## 家族分支
除了主要支系博爾蓋塞蘇爾莫納親王系，家族還有以下分支：
- 博爾蓋塞-阿爾多布蘭迪尼（Borghese-Aldobrandini）
- 博爾蓋塞-薩爾維亞提（Borghese-Salviati）
- 博爾蓋塞-托隆尼亞（Borghese-Torlonia）

前兩個分支是經由弗朗切斯科的次子及三子所產生，托隆尼亞系則經由他的姪子朱利奧（Giulio，1847－1914）娶了托隆尼亞家族的安娜·瑪麗亞·托隆尼亞（Anna Maria Torlonia）所產生。

## 藝術贊助
家族除了累積大量財富及權勢外，也贊助各種藝術活動，其中希皮歐內·博爾蓋塞樞機對藝術的贊助是最為人所知的，他收集及維護了非常大量的藝術及工藝品，經過幾代的增減，這些藝術品原本都安置在博爾蓋塞宮，現在都存放在位於博爾蓋塞別墅中，於1903年成立的博爾蓋塞美術館裡。

## 家族重要成員

### 教宗及樞機
- 卡米洛·博爾蓋塞（Camillo Borghese，1550－1621）：即教宗保祿五世。
- 希皮歐內·博爾蓋塞（Scipione Borghese，1577－1633）：保祿五世的外甥兼養子，著名的樞機及藝術贊助者。
- 皮埃特羅·瑪麗亞·博爾蓋塞（Pietro Maria Borghese，1599－1642）：樞機主教。
- 弗朗切斯科·希皮歐內·瑪麗亞·博爾蓋塞（Francesco Scipione Maria Borghese，1697－1759）：樞機主教。
- 希皮歐內·博爾蓋塞（1734－1782）（義大利語：Scipione Borghese (1734-1782)）：樞機主教。

### 親王、其他成員
- 馬爾坎托尼奧·博爾蓋塞（Marcantonio Borghese，1730－1800）：第五代蘇爾莫納親王，重建了博爾蓋塞別墅和他的花園。
- 卡米洛·博爾蓋塞（Camillo Borghese，1775－1832）：第六代蘇爾莫納親王，被任命為瓜斯塔拉公爵及親王，是拿破崙的妹妹寶琳·波拿巴的第二任丈夫。
- 朱尼奧·瓦雷里奧·博爾蓋塞（Junio Valerio Borghese，1906－1974）：義大利海軍指揮官及政治家。
- 保羅·博爾蓋塞（Paolo Borghese，1904－1985）：博馬爾佐公爵。
- 馬爾切拉·博爾蓋塞親王妃（英语：Princess Marcella Borghese）（Marcella Borghese，1911－2002）：保羅·博爾蓋塞的妻子，著名的化妝品牌貝佳斯（Borghese）的創辦人。
- 羅倫佐·博爾蓋塞（Lorenzo Borghese，1972－）：企業家，電視圈名人。

## 外部連結
- Encyclopædia Britannica 1911 Borghese
- Castello Di Borghese（页面存档备份，存于） Castello Di Borghese, Vineyard and Winery, Cutchogue, New York
- Original 1922 Almanach de Gotha (edited by Justice Perthes) entry for the Borghese family, link to the original universally-recognised genealogical reference document, with details of family honours